# Obata Masamori
Obata Masamori (小幡昌盛?; 1534 – 29 marzo 1582), conosciuto anche come Obata Nobusada, è stato un samurai giapponese del periodo Sengoku.
È anche conosciuto come uno dei ventiquattro generali di Takeda Shingen.
Fu il figlio di Obata Toramori e veniva dall'ovest della provincia di Kōzuke. Fuggì da Kōzuke e si unì ai Takeda nel 1560 circa. Masamori diventerà più tardi il signore del castello di Kaizu nello Shinano.
Venendo da una provincia conquistata dai Takeda, Masamori apparteneva ai sakikata-shu (nemici sconfitti) dei Takeda, ma dimostrò più volte di essere un fedele servitore. Combatté con i Takeda nella battaglia di Mimasetōge del 1569.
Nel 1572 nella battaglia di Mikatagahara guidò l'avanguardia a cavallo. Nella battaglia di Nagashino guidò il più grande contingente a cavallo comandando 500 samurai. Nel centro della compagnia, guidata da Takeda Nobukado, caricò le linee Oda accanto agli altri signori della guerra di Kōzuke. Alla fine, visto che l'esercito Takeda non fece progressi, l'attacco venne fermato, ma non prima di subire gravi perdite. Morì nel 1582 per le ferite riportate a Nagashino. Suo figlio Mitsumori sopravvisse alla caduta del clan Takeda e scappò a Echigo. Masamori fu sposato con una figlia di Hara Toratane.